# Clara Westhoff
Clara Westhoff (Brema, 21 novembre 1878 – Fischerhude, 9 marzo 1954) è stata una scultrice tedesca.
Dall'età di diciassette anni Clara andò a Monaco di Baviera per frequentare una scuola d'arte privata. Nel 1898 partì per Worpswede con lo scopo di imparare a scolpire secondo la scuola di Fritz Mackensen. Qui conobbe la pittrice Paula Modersohn-Becker, alla quale fu legata da profonda amicizia.
Clara continuò la sua formazione a Lipsia, poi a Parigi nel 1900, con Auguste Rodin. A Worpswede conobbe il poeta Rainer Maria Rilke: si sposarono dopo pochi mesi, nel marzo del 1901. L'11 dicembre 1901 nacque una figlia, Ruth, ma il matrimonio si sciolse poco dopo; Rilke si trasferì a Parigi mentre Clara, nel 1919, andò a vivere con la figlia a Fischerhude.